# ورمز ورلد بارتي
ورمز ورلد بارتي (بالإنجليزية: Worms World Party)‏ هي لعبة فيديو تعتمد على تكتيكات تبادل الأدوار المدفعية لعام 2001. إنه تكملة لـ ورمز أرماغيدون في سلسلة ورمز بواسطة تيم17. كما هو الحال مع الألعاب السابقة في السلسلة، يتناوب اللاعبون على التحكم في فرقهم واستخدام المقذوفات والأسلحة النارية والمتفجرات والمعدات المتاحة لتدمير جميع الفرق المتعارضة والمناورة عبر خريطة محددة وقابلة للتدمير بدرجة كبيرة.
على الرغم من أنه تم استقباله جيدًا عند الإصدار، إلا أن ورمز ورلد بارتي كان جزءًا مثيرًا للجدل بين مجتمع ورمز. وجد البعض أنه يمثل تحسينًا للعبة جيدة بالفعل، بينما رأى آخرون أنها مشتقة جدًا من سابقتها ولا تستحق العناء بالنسبة للاعبي ورمز أرماغيدون. كان ورمز ورلد بارتي آخر عنوان ثنائي الأبعاد في السلسلة الرئيسية قبل الانتقال إلى الرسومات ثلاثية الأبعاد، مع ورمز 3دي كأول عنوان للسلسلة ثلاثية الأبعاد بالكامل.

## أسلوب اللعب
مثل سابقاتها، ورمز ورلد بارتي هي لعبة فيديو ذات تمرير جانبي تتضمن التحكم في فريق من الديدان واستخدام مجموعة من الأسلحة للقضاء على أي فرق معارضة. يمكن للديدان المشي والقفز واستخدام أدوات مثل حبل النينجا والمظلة للانتقال إلى مواقع يصعب الوصول إليها.
تمتلك الديدان ترسانة من عشرات الأسلحة، تتراوح من الأقواس الطويلة إلى البازوكا ومن كرة نارية إلى قنابل اليد المقدسة. هناك أيضًا مجموعة من الأسلحة الخاصة، مثل أرماغيدون (وابل الشهب) أو كونكريت دونكي سيئ السمعة. بعض هذه الأسلحة موجودة في الترسانة الأولية للديدان بينما يمكن جمع البعض الآخر من الصناديق التي تظهر بشكل عشوائي أثناء اللعبة. بالنسبة لبعض الأسلحة، مثل القنابل اليدوية، فإن الضغط على مفتاح الإطلاق لفترة أطول يطلق عليها المزيد. يمكن تشويه المشهد بأي سلاح، مما يجبر اللاعبين على التكيف مع البيئات المتغيرة. بالإضافة إلى العوائق الطبيعية، قد تحتوي الخرائط على ألغام أرضية تنفجر عندما تقترب دودة من واحدة، وبراميل تنفجر عند إطلاقها، وتنتشر بعض النابالم المحترق. غالبًا ما يؤدي ذلك إلى مجموعات تقنية للغاية حيث، على سبيل المثال، يتم ضرب الدودة أولاً بقنبلة يدوية ثم يتم إلقاؤها ضد لغم مما يؤدي إلى إطلاق دودة أخرى، والتي تصيب دودة ثالثة تنزلق في الماء.
توضح الصورة مباراة بين ثلاثة فرق من الديدان في خريطة تحت عنوان القرصان. تحمل الديدان أسمائها ونقاط ضربها فوق رؤوسهم. يشير لون النص إلى الفريق الذي تنتمي إليه الدودة. يمكن تخصيص كل فريق حسب إرادة اللاعب، بما في ذلك اللغة التي تتحدث بها الديدان وشاهد القبور التي تُترك عند موت الدودة. يمكن أيضًا أن تغرق الديدان، وفي هذه الحالة لا تترك شواهد. في الجزء السفلي من الشاشة يتم عرض الوقت المتبقي وسرعة الرياح. عندما ينفد الوقت، يبدأ مستوى الماء في الارتفاع في كل منعطف، مما يؤدي إلى إغراق الديدان في أدنى نقاط الخريطة (وهذا ما يسمى بالموت المفاجئ). تؤثر سرعة الرياح على بعض الأسلحة. قد يؤدي الفشل في تفسير ذلك إلى إعادة الصاروخ إلى الدودة التي أطلقها.
يمكن للاعب أن يلعب ضد الكمبيوتر، أو يمكنه اللعب ضد أشخاص على نفس الكمبيوتر أو عبر الإنترنت أو شبكة المنطقة المحلية (يدعم TCP / IP و IPX).
يمكن للاعب إعداد العديد من الخيارات وإنشاء خرائط يمكن للمرء أن يلعبها قبل المعركة لتخصيص التجربة. هناك أيضًا مهام فردية ومتعددة اللاعبين متاحة للمساعدة في صقل مهارات اللاعب باستخدام الأسلحة والمرافق المختلفة.

## التطوير
بعد إطلاق ورمز أرماغيدون، كان لدى تيم17 خطط لتطوير تكرار ثلاثي الأبعاد بالكامل للسلسلة، مما أدى إلى إطلاق ورمز 3دي في عام 2003. كان من المفترض أن تكون لعبة ورمز أرماغيدون هي اللعبة الأخيرة في السلسلة باستخدام صور ثنائية الأبعاد، ولكن سيجا اقتربت من الشركة وطلبت منهم تطوير نسخة عبر الإنترنت من دريم كاست. ورمز ورلد بارتي هي لعبة ورمز الأولى التي لم يشارك فيها آندي ديفيدسون، صانع السلسلة، منذ مغادرته تيم17 (عاد ديفيدسون لاحقًا إلى الشركة في عام 2012).
تم نقل Worms World Party إلى أجهزة كمبيوتر الجيب بواسطة جامادات موبايل في 3 أكتوبر 2003. كان هناك منفذ من المقرر إطلاقه على منصة غيزموندو، ولكن تم إلغاؤه في النهاية بسبب قصر عمر وحدة التحكم.

### ورمز ورلد بارتي ريماسترد
في 10 حزيران (يونيو) 2015، حمّل تيم17 رسميًا المقطع الدعائي لإعلان ورمز ورلد بارتي ريماسترد (بالإنجليزية: Worms World Party Remastered)‏ على قناة يوتيوب الخاصة بهم. تم إصدار اللعبة إلى ستيم وغوغ دوت كوم في 16 يوليو. تمت إعادة صياغة اللعبة بدقة 1080 بكسل و 60 إطارًا في الثانية، وبتأثيرات صوتية جديدة.

## التقييم
| نشرة                                      | مجموع النقاط | مجموع النقاط | مجموع النقاط | مجموع النقاط   | مجموع النقاط |
| نشرة                                      | حاسوب        | دريم كاست    | بلاي ستيشن   | غيم بوي أدفانس | إن-غيج       |
| ----------------------------------------- | ------------ | ------------ | ------------ | -------------- | ------------ |
| ميتاكريتيك                                | 75/100       | 79/100       | —            | 75/100         | 77/100       |
| أول غيم                                   | —            | —            | —            | 3.5/5 stars    | —            |
| إدج                                       | —            | 6/10         | —            | —              | —            |
| إلكترونك غيمينغ مونثلي                    | —            | 8.17/10      | —            | —              | —            |
| يورو غيمر                                 | —            | 8/10         | —            | —              | —            |
| غيم إنفورمر                               | —            | 8/10         | —            | —              | —            |
| غيم برو                                   | —            | 3.5/5 stars  | —            | —              | —            |
| غيم ريفولوشن                              | —            | +B           | —            | —              | —            |
| غيم سبوت                                  | 7.4/10       | 8.4/10       | —            | 6.8/10         | 7.7/10       |
| غيم سباي                                  | —            | 9/10         | —            | —              | 3.5/5 stars  |
| غيم زون                                   | —            | 8.1/10       | —            | —              | 8.5/10       |
| آي جي إن                                  | 8/10         | 8.2/10       | —            | —              | —            |
| نيكست جينرايشن                            | —            | 4/5 stars    | —            | —              | —            |
| نينتندو باور                              | —            | —            | —            | 3.4/5          | —            |
| بي سي غيمر                                | 75%          | —            | —            | —              | —            |
| كليك!                                     | 6/+4         | —            | —            | —              | —            |
| مجلة بلاي ستيشن الرسمية (المملكة المتحدة) | —            | —            | 8/10         | —              | —            |

راجع مايك وولف إصدار دريم كاست للعبة لـ نيكست جينرايشن، وصنفه بأربع نجوم من أصل خمسة، وذكر أنه "حتى مع وجود مشكلات عبر الإنترنت، فإن هذا هي السلسلة في أفضل حالاتها - حركة سريعة وسهلة وممتعة لتفجير الدودة.
تلقت إصدارات دريم كاست وويندوز وغيم بوي أدفانس وإن-غيج «مراجعات إيجابية بشكل عام» وفقًا لموقع تجميع المراجعة على الويب ميتاكريتيك. الشكوى الرئيسية في المراجعات الفردية هي أن ورمز ورلد بارتي تشبه إلى حد بعيد ورمز أرماغيدون مع مجرد تحسينات تدريجية.
تلقت نسخة الكمبيوتر الخاصة بـ ورلد بارتي جائزة مبيعات «فضية» من جمعية ناشري برامج الترفيه والتسلية (ELSPA)، مما يشير إلى مبيعات لا تقل عن 100000 نسخة في المملكة المتحدة. احتلت ورمز ورلد بارتي المرتبة 30 و 70 و 94 من أفضل 100 لعبة على بي سي باور بلاي على الإطلاق في عام 2001، و2003، و2004، على التوالي. تم التصويت عليها من قبل حوالي 1.22 مليون لاعب كالمركز الثاني للعبة الجوال لهذا العام في جوائز غولدن جويستيك لعام 2009. أدرج بوكيت غيمر بأثر رجعي المنفذ لإصدارات إن-غيج 1.0 و 2.0 كواحد من أفضل عشرين لعبة لهاتف الألعاب.